# Zsolt Németh
Zsolt Németh, född 9 november 1971 i Szombathely, är en ungersk friidrottare som tävlar i släggkastning. 
Némeths främsta merit är hans silvermedalj bakom Karsten Kobs vid VM 1999 i Sevilla. Samma år vann han även guld vid universiaden. 
Han deltog vidare vid Olympiska sommarspelen 1996 där han blev utslagen i kvalet. 

## Personliga rekord
- Släggkastning - 81,56 meter